# Problacmaea rubella
Problacmaea rubella är en snäckart som först beskrevs av Fabricius 1780.  Problacmaea rubella ingår i släktet Problacmaea och familjen Acmaeidae. Inga underarter finns listade i Catalogue of Life.